# Zalavas
Zalavas (polsky Zułowo, bělorusky Зулаў) je vesnice v Litvě ve Vilniuském kraji v okrese Švenčionys. Leží nedaleko běloruských hranic, při toku řeky Mery, 13 km východně od Pabradė a 55 km severovýchodně od Vilniusu. Roku 2011 měla vesnice 140 obyvatel, z nichž většina jsou Litevci, ale nachází se zde výrazná polská menšina, která tvoří zhruba čtvrtinu obyvatelstva. Malá část populace je též běloruská. Zalavas je známý hlavně jako rodiště významného polského meziválečného státníka Józefa Piłsudského.